# Franck Dumoulin
Franck Dumoulin (ur. 13 maja 1973 w Denain) – francuski strzelec sportowy. Złoty medalista olimpijski z Sydney.
Specjalizuje się w strzelaniu z pistoletu. Brał udział w sześciu igrzyskach (IO 92, IO 96, IO 00, IO 04, IO 08, IO 12). W 2000 triumfował na dystansie 10 metrów w pistolecie pneumatycznym. Był wielokrotnym medalistą mistrzostw świata i Europy. Ma w dorobku tytuły mistrza kraju.